# Дулцинея Бистроева
Дулцинея Бистроева е българска телевизионна новела (социално-битова комедия) от 1979 година по сценарий Антон Антонов-Тонич. Режисьор е Георги Аврамов, а оператор Константин Черкозов. Художник е Досьо Ванков. 

## Актьорски състав
| В главните роли     | Изпълнител         |
| ------------------- | ------------------ |
| художникът Бистроев | Антон Горчев       |
| Дулцинея Бистроева  | Йорданка Кузманова |
| любовницата         | Анета Сотирова     |
| снобката            | Стоянка Мутафова   |
| комарджията         | Константин Коцев   |
| антикварят          | Стефан Димитров    |
| ценителят           | Живко Гарванов     |
| младият художник    | Коста Карагеоргиев |
|                     | Иван Попов         |